# 알제리 여자 축구 국가대표팀
알제리 여자 축구 국가대표팀은 알제리를 대표하는 여자 축구 국가대표팀으로 알제리 축구 연맹에서 관리한다. 남자 대표팀과는 달리 여자 대표팀은 아프리카 여자 축구 최약체로 평가받고 있으며 1998년 5월 14일 프랑스와의 국제 경기 데뷔전에서 0-14로 대패했으며 이 경기는 알제리가 최다 점수차로 패한 국제 경기이기도 하다.

## 국제 대회 경력

### 아프리카 여자 네이션스컵
2004년 대회를 시작으로 5번의 아프리카 여자 네이션스컵 본선에 출전하였으나 5번의 대회에서 모두 조별리그 탈락의 고배를 마셨고 물론 2004년과 2012년 대회에서 1번씩 승리를 거두긴 했지만 나머지 13경기에서 1무 12패의 처참한 성적에 그쳤다.

### 아프리칸 게임
아프리칸 게임 축구에는 4번 출전하여 이 중 2011년 대회에서 동메달을 획득했고 2번의 대회(2007년, 2019년)에서는 4위에 이름을 올렸다.

## 기타 국제 대회 경력
북아프리카 여자 축구 선수권 대회에는 2번(2009년, 2020년) 출전하여 이 가운데 2009년 대회에서 준우승을 차지했고 2016년 아랍 여자 축구 선수권 대회에서는 사상 첫 국제 대회 우승을 차지하면서 모든 국제 대회를 통틀어 역대 최고 성적을 거두었다.

## 대한민국 축구 국가대표팀 경기결과
승리   무승부   패배   Fixtures   경기취소 

#### 2023
| 친선 경기 4년 9월 | 알제리 | 4–0    | 탄자니아 | 알제, 알제리               |  |  |
| 22:30 UTC+1       |        | 리포트 |          | 경기장: 넬슨 만델라 경기장 |  |  |
|                   |        |        |          |                            |  |  |

| 친선 경기 4년 11월 | 알제리                                               | 3–0    | 탄자니아 | 알제, 알제리               |  |  |
| 22:30 UTC+1        | - 부타렙 29′ - 벤 아이슈치 47′ - 겔라티 82′ (페널티) | 리포트 |          | 경기장: 넬슨 만델라 경기장 |  |  |
|                    |                                                      |        |          |                            |  |  |

## 성적

### FIFA 여자 월드컵
- 1991년~2003년: 불참
- 2007년~2019년: 진출 실패

### 아프리카 여자 네이션스컵
- 1991년~1998년: 불참
- 2000년: 진출 실패
- 2002년: 불참
- 2004년: 조별리그
- 2006년: 조별리그
- 2008년: 진출 실패
- 2010년: 조별리그
- 2012년:  불참
- 2014년: 조별리그
- 2016년: 진출 실패
- 2018년: 조별리그

### 올림픽
- 1996년~2004년: 불참
- 2008년: 진출 실패
- 2012년~2016년: 불참

## 같이 보기
- 알제리 축구 국가대표팀